# 1119

## Събития
- Основан е Орденът на тамплиерите, чиято първоначална цел е да защитава поклонниците в близост до Йерусалим.[1]